# NGC 380
NGC 380 is een elliptisch sterrenstelsel in het sterrenbeeld Vissen. Het hemelobject ligt ongeveer 205 miljoen lichtjaar van de Aarde verwijderd en werd op 12 september 1784 ontdekt door de Duits-Britse astronoom William Herschel.

## Synoniemen
- PGC 3969
- UGC 682
- Arp 331
- MCG 5-3-51
- VV 193
- ZWG 501.81
- 4ZW 38
- Z 0104.5+3213